# Helena Herrero
Helena Herrero (Madrid, 1959) es una ejecutiva española. Desde mediados de 2012  es la presidenta y consejera delegada de HP (Hewlett Packard) para España y Portugal.

## Biografía
Licenciada en Química por la Universidad Complutense de Madrid, y con estudios de posgrado en Gestión por INSEAD e IESE, ha ocupado diferentes puestos de dirección en áreas de Consumo y Sector Público. En 1982 se incorporó a HP y desde 2002 hasta 2012 fue vicepresidenta de HP España y Portugal. Desde 2012 es presidenta y consejera delegada de HP para España y Portugal.
Además de sus responsabilidades laborales, Helena Herrero participa en foros empresariales, institucionales, sociales y culturales. Es miembro del Consejo de Administración de Gas Natural Fenosa, patrono de la Fundación Cotec para la Innovación, miembro del Consejo Rector de APD, presidió la Fundación I+E Innovación España, es miembro de la Junta Directiva del American Business Council, miembro de la Fundación Consejo España-EE. UU. y miembro de la Fundación Princesa de Girona. También forma parte del Patronato de Junior Achievement y del Teatro Real de Madrid.

## Premios y reconocimientos
Fue nombrada Ejecutiva del Año 2013 tanto por FEDEPE como por la revista Ejecutivos. Además fue nombrada Mujer Directiva 2015 por la Fundación Madrid Woman´s Week y Premio a la Profesionalidad por la Asociación de Empresas y Profesionales de Valencia (EVAP).